# HBO Europe
 (транскр.  Ејч-Би-Оу јуроуп) је претплатничка телевизијска група канала HBO. Доступна је као група филмских канала и интернет телевизијске услуге у Мађарској, Пољској, Чешкој, Словачкој, Румунији, Бугарској, Хрватској, Словенији, Србији, Црној Гори, Босни и Херцеговини, Северној Македонији и Молдавији, док је само видео на захтев услуга са оригиналним програмом доступна у Шпанији, Шведској, Норвешкој, Данској, Финској и Португалији.
Администрација централноевропских држава и Португалије се налази у Будимпешти; док нордијске и шпанске услуге функционишу из Стокхолма. HBO Europe такође има канцеларије у Прагу, Београду, Братислави, Букурешту, Загребу, Лисабону, Мадриду, Копенхагену, Хелсинкију, Софији и Варшави.

## Историја
Први канал је покренут 28. септембра 1991. године у Мађарској. Затим је уследио у Чешкој, чиме је створен претходник HBO Europe под називом HBO Central Europe. Током 1995. године, Walt Disney је ступио у заједнички подухват и током 1996. године је покренут у Пољској (1996), Словачкој (1997), Румунији (1998), Молдавија (1999), Бугарској (2002), Хрваткој, Словенији (2004), Србији, Босни и Херцеговини, Црној Гори (2006) и Северној Македонији (2009).
У септембру 2003. године покренут је нови претплатнички канал под називом HBO 2. У новембру 2005. године покренути су Cinemax и Cinemax 2, док је у септембру 2007. године представљен трећи канал под називом HBO Comedy.
Након покретања HBO у Холандији 2012. године, HBO Central Europe је променио име у HBO Europe. Године 2011, HBO је ушао на тржиште стриминг услуга, покретањем локализоване централноевропске верзије HBO Go. Након покретања HBO Go 2012. године, HBO Nordic је покренут у Шведској, Норвешкој, Данској и Финској, прве земље у којима је HBO увео само стреаминг услуге без икаквих линеарних телевизијских канала. Настављено је 2016. године покретањем HBO España (холандска верзија је угашена исте године) и 2019. године покретањем HBO Portugal, од којих су обе само видео на захтев услуге.

## Брендови

### Телевизијски канали
је власник претплатничких филмских канала у централној Европи под називима HBO, HBO 2, HBO 3, Cinemax и Cinemax 2. HBO ради као главни канал портфолија, док се распоред HBO 2 састоји од породичног садржаја. Ранији хумористички канал HBO Comedy је 2016. године променио назив у HBO 3, претплатнички канал који се фокусира на телевизијске серије. Cinemax служи као главни биоскопски канал, док Cinemax 2 нуди уметничке филмове.

#### Тренутно функционални канали
| - (Мађарска) - (Чешка) - (Пољска) - (Румунија) - (Адрија - Хрватска, Словенија, Србија, Бугарска, Северна Македонија, Црна Гора) - (Мађарска, Чешка, Румунија) | - (Пољска) - (Адрија - Хрватска, Словенија, Србија, Северна Македонија, Црна Гора) - (Мађарска, Чешка) - (Пољска) - (Румунија) - (Адрија - Хрватска, Словенија, Србија, Бугарска, Северна Македонија, Црна Гора) |

### 
| - (Мађарска, Чешка, Румунија, Хрватска, Словенија, Србија, Бугарска, Северна Македонија, Црна Гора) - Cinemax (Пољска) | - Cinemax 2 (Мађарска, Чешка, Румунија, Хрватска, Словенија, Србија, Бугарска, Северна Македонија, Црна Гора) - Cinemax 2 (Пољска) |

### Стриминг услуге
је власник стриминг услуга широм Европе. Функционише услугама брендираним као HBO Go у централноевропским државама од 2011. године. Локализовани титлови доступни су на мађарском, чешком, румунском, бугарском, хрватском, пољском, словеначком и македонском. Локализовани фидови за преснимавање и преношење порука доступни су на мађарском, чешком и пољском језику обично седмицу дана након премијере епизоде оригиналне серије. HBO Go је водећа стриминг услуга у свим земљама у којима послује — од августа 2019. године има 5,5 милиона претплатника широм централне Европе. Његова платформа развијена је у Будимпешти.
HBO је покренуо своју видео на захтев улугу у Шведској, Данској, Норвешкој и Финској као HBO Nordic и у Шпанији као HBO España.
Године 2019. године је покренут HBO Portugal у Португалији.